# Micromerys gidil
Micromerys gidil là một loài nhện trong họ Pholcidae. Loài này được phát hiện ở Queensland.